# Îlot Jiangong
L'îlot de Jiangong (chinois traditionnel : 建功嶼 ; pinyin : Jiàngōng Yǔ) appartient à la municipalité de Jincheng du comté de Kinmen, dans la province du Fujian de la République de Chine.

## Histoire
À l'origine, l'îlot était nommé îlot Chu. En 1949, l'armée de la République de Chine occupa l'îlot et construisit le Fort du lion ainsi que les casernes Andutou et du temple Koxinga. En 1960, le Ministère de l'Intérieur approuva le la rebaptisation de l'îlot en îlot Jiangong.
Le 20 octobre 1997, le personnel du Commandement militaire de Kinmen se retira et remit le contrôle de l'îlot au Gouvernement du comté de Kinmen, qui commença la restauration de la zone et l'ouvrit au tourisme en 2002. L'îlot fut endommagé en septembre 2016 par le typhon Meranti.

## Géologie
L'île a une superficie de 500 m2.

## Lieux d'intérêts
L'île comporte une statue de Koxinga construite en 1968 pour commémorer le héros de la Dynastie des Ming, qui mena une résistance contre les envahisseurs Mandchous. L'île dispose également d'une plate-forme d'observation offrant un panorama sur les environs.